# Mohorjeva družba
Mohorjeva družba je najstarejša slovenska založba, ustanovljena 27. julija 1851. Prvih 13 let svojega delovanja je obstajala kot edina slovenska založba.

## Ustanovitev
Javno sta ustanovitev Mohorjeve družbe razglasila škofovski kaplan Andrej Einspieler (1813–1888) in slavist Anton Janežič (1818–1869), ter njuni prijatelji. K temu jih je spodbujal Anton Martin Slomšek (1800–1862), ki se je vse življenje trudil, da bi Slovenci imeli možnost objavljati literaturo v slovenščini. Za zavetnika so izbrali svetega Mohorja, ki so ga že poprej častili po vsem slovenskem ozemlju. Leta 1852 je družba poslala prvih 785 knjig svojim članom.

## Zgodovina
Založba je bila organizirana in registrirana kot društvo, s predstavniki vseh škofij, kjer so takrat živeli Slovenci, društvena pravila pa so potrdili 28. 8. 1853. Prvi, ki je družbo vodil, je bil Andrej Einspieler iz Celovca, kjer je v tistem času živelo veliko Slovencev. Člani te družbe so bili iz vseh vrst poklicev, od škofov do kuharic in kmetov, pa tudi različne ustanove. 22. 1. 1860 so društvo preosnovali v cerkveno bratovščino: Družbo sv. Mohorja. Velika prelomnica je bilo leto 1871, ko so v Celovcu odprli tudi svojo lastno tiskarno. Svoje prostore so dobili že leta 1878, Mohorjev dom, kjer založba deluje še danes, pa je bil dokončan leta 1894.
Navkljub prvi svetovni vojni je Mohorjeva družba dobro uspevala, število njenih članov pa je kljub temu naraščalo. Svoj vrh po številu članov (t. i. udje) je dosegla ravno ob koncu vojne, po tem pa začela krizno obdobje.

### Selitve
Ker Goriška in Koroška nista bili več v isti državi, je 
število članov padlo skoraj za polovico. Predvsem iz tega razloga se je po posvetu z generalom Maistrom družba preselila na Prevalje. Leta 1924 sta pokroviteljstvo prevzela lavantinski (mariborski) in ljubljanski škof. 7. decembra 1927 so sedež družbe preselili v Celje. Zaradi oddaljenosti Prevalj, so se odločili, da tudi tiskarno preselijo v Celje, da je bila bližje vsem večjim slovenskim mestom.
V času, ko je bila Mohorjeva še na Prevaljah, so bili goriški Slovenci primorani ustanoviti lastno Goriško Mohorjevo družbo, da so svojim članom omogočali čtivo. Goriška Mohorjeva družba je bila ustanovljena leta 1923. V tistem času je uredništvo prevzel Fran Saleški Finžgar. Kljub vsem spremembam pa je založba ostajala dokaj enovita.
Samostojne Mohorjeve družbe so naprej delovale v Celju (Celjska Mohorjeva družba), Celovcu (Celovška Mohorjeva) in Gorici (Goriška Mohorjeva) ter se trudile izpolnjevati svoje poslanstvo izdajo slovenskih knjig. Družba je imela katoliško usmeritev, vendar ne ozko klerikalno. Med 1930 in 1941 je postala pomembna založnica slovenskih knjig nasploh, skrbela je za knjige, namenjene širokemu bralnemu krogu. Imela je izjemno vlogo pri vzgoji branja, izdajala je povesti (t. i. mohorjanke), koledar, zvezke, knjižice, leposlovna dela, prevedena dela, različne zbirke…

### Druga svetovna vojna
Med drugo svetovno vojno je bilo uredništvo družbe v Ljubljani. 25. julija 1940 je nacistična oblast prepovedala Družbo v Celovcu, leta 1943 pa si celo prilastila vse njihovo premoženje.
Leta 1941 so nemške čete zasedle njihove prostore tudi v Celju, tiskarno pa so začeli Nemci izkoriščati za lastne potrebe. Bombni napadi leta 1944 so popolnoma uničil hišo v Gosposki ulici v Celju, 1945 pa so hujše poškodbe doživeli tudi njihovi prostori na Prešernovi. Le tiskarna je ostala v dokaj nepoškodovanem stanju. Po osvoboditvi so se takoj začele obnove.

### Povojno obdobje
V letih po vojni je število članov drastično naraščalo skupaj s potrebami in željo po novem gradivu. Največji problem pri izdajah knjig jim je prestavljalo pomanjkanje papirja. Ustanovljen je bil tudi poseben Založniški svet. V tem Svetu so bili kristjani in komunisti, da je bilo zagotovljeno izvajanje poslanstva založbe. S tem so ohranjali Slomškovo prvotno izročilo in sledili družbeno koristni vlogi.
Ustanovili so tudi številne nagrade, med drugim Finžgarjevo nagrado, Janežičevo in Nagrado Nove Mladike.

Za sodelovanje med vsemi tremi Mohorjevimi družbami so skrbeli s srečanji treh Mohorjevih sester, ki je vsakič potekalo na drugi lokaciji. Leta 1985 v Celovcu, 1986 v Celju in na Ponikvi, 1988 v Gorici, leta 1991 pa tudi na Prevaljah.

## Danes
Mohorjeva družba ponovno prihaja v tok zelo raznolikih uporabnikov in se trudi končat svojo prepoznavnost le kot »verska« založba. Postaja aktivna na knjižnih sejmih, oddajah na radiu in televiziji, aktivna na spletu in v raznolikih časopisih. Danes ne ponujajo več samo knjižnega gradiva, ampak tudi druge izdelke, kot so: CD, DVD, darila, voščilnice, izdelki z versko vsebino...

## Izdana dela

### Leposlovje
| Naslov                    | Avtor                             | Leto izida |
| ------------------------- | --------------------------------- | ---------- |
| Tišina                    | Jernej Grlj                       | 2025       |
| Jakob Aljaž               | David Jensterle, Juan E. Juvančič | 2025       |
| Večerni pogovori z Marijo | Rebeka Kenda                      | 2025       |
| Pravljice                 | Marjan Lukežič                    | 1980       |
| Njena podoba              | Ivan Cankar                       | 1976       |

### Strokovna literatura
| Naslov                                                   | Avtor                 | Leto izida |
| -------------------------------------------------------- | --------------------- | ---------- |
| Zgodovina zdravstva in medicine na Slovenskem IV         | Zvonka Zupanič Slavec | 2024       |
| Teološki temelji morale                                  | Ivan Janez Štuhec     | 2024       |
| V prah strti prestol                                     | Andrej Rahten         | 2023       |
| Jože Pučnik v zgodovinskem spominu in spominu sodobnikov | več avtorjev          | 2023       |
| Vzgojiteljem o vzgoji                                    | Valter Dermota        | 1976       |
| Naše gobe                                                | Jože Grom             | 1973       |